# 非那米丁
非那米丁（又称氧二苯脒，化学名4,4'-二脒基二苯醚，4,4'-Diamidinodiphenyl ether）是一种含氮有机化合物，化学式C14H14N4O，带有脒官能团，可作为兽医用药，治疗犬、马、牛的巴倍斯虫感染，由于会引发过敏，所以常与抗組織胺藥联用。